# R. K. Narayan
R. K. Narayan (10 de octubre de 1906 – 13 de mayo de 2001), nombre completo Rasipuram Krishnaswami Iyer Narayanaswami, fue un escritor de la India, conocido sobre todo por sus obras ambientadas en la ciudad ficticia del sur de la India de Malgudi. Es una de las tres figuras destacadas de la literatura india en inglés temprana (junto con Mulk Raj Anand y Raja Rao), y se le atribuye extender el género al resto del mundo.
Narayan destacó con la ayuda de su mentor y amigo Graham Greene, que fue decisivo al conseguir que publicasen los primeros cuatro libros de Narayan, incluida la trilogía semiautobiográfica de Swami y sus amigos, El licenciado: un cuento de Malgudi y El profesor de inglés. Las obras de Narayan incluyen también El experto en finanzas, ensalzada como una de las obras más originales del año 1951, y el libro que ganó el premio Sahitya Akademi El guía, que fue adaptada para el cine y para Broadway.
La ambientación de la mayor parte de las historias de Narayan es la ciudad ficticia de Malgudi, presentada por vez primera en Swami y sus amigos. Su narrativa remarca el contexto social y proporciona una descripción de sus personajes a través de la vida cotidiana. Se le ha comparado con William Faulkner, quien también creó una ciudad de ficción que representaba la realidad, sacaba a la luz el humor y la energía de la vida ordinaria, y muestra un compasivo humanismo en su escritura. El estilo de escritura de cuentos de Narayan ha sido comparado al de Guy de Maupassant, pues ambos tienen la habilidad de comprimir la narrativa sin perder elementos de la historia. Narayan también ha sido objeto de críticas por ser demasiado simple en su prosa y dicción.

## Éxito en Occidente
Autor de catorce novelas y varias colecciones de cuentos y otros escritos, todos en inglés, fue descubierto por Graham Greene quien, entusiasmado por su primera novela Swami y sus amigos (1935), se esforzó en encontrarle un editor en Occidente. Greene se consideró amigo de por vida y decretó el éxito en el mundo anglosajón, donde Narayan fue durante mucho tiempo, antes de Salman Rushdie, quizá el más conocido narrador de origen indio. Comparado con Faulkner, pero también definido como un "Chéjov indio", admirado, entre otros, por W.S. Maugham y John Updike, Narayan prefiere un estilo bastante simple y una escritura realista y suave, que resulta muy agradable incluso a la hora de la traducción. Notable es su capacidad de poner de manifiesto el humor de las situaciones, en una sociedad provinciana en la que se inquietan tenderos y picapleitos, antiguos mendigos y hombres de negocios, una pequeña burguesía codiciosa que vive bulliciosa al lado del mundo viejo y estático de los campesinos y los santones. Sus novelas se ambientan en la ciudad imaginaria de Malgudi, sobre todo en las calles y en los ambientes populares, un microcosmos de la India del Sur que todavía refleja los valores y las costumbres del mundo indio rural y arcaico, pero al mismo tiempo también el encuentro/desencuentro con la modernización que avanza inexorable. Sin embargo, lo que destaca en Narayan es su uso de la ironía, la observación aguda de los cambios que se están produciendo, más que la denuncia social o política. Destaca también cómo sus personajes y sus ambientes remiten, de manera continua, al patrimonio literario y religioso de la India (los libros sagrados, las tradiciones y los ritos hindúes), un patrimonio que el autor ama y estudia particularmente. Esto convierte a Narayan en el cantor de un mundo que, aun no cerrándose a lo moderno, sigue estando siempre profundamente orgulloso de su identidad y su patrimonio cultural.

## Obras
- Swami y sus amigos (1935)
- El licenciado: un cuento de Malgudi (1943)
- El profesor de inglés (1945)
- El experto en finanzas (1952)
- Esperando al Mahatma (1955)
- El guía (1958)
- El devorador de hombres de Malgudi (1962)
- El vendedor de dulces (1967)
- Mahabharata (1972) Versión abreviada de R. K. Narayan
- El pintor de letreros (1977)
- El cuento de la abuela (1993)

## Premios y distinciones
En una carrera que abarcó más de sesenta años, Narayan recibió muchos premios y honores. Entre ellos están la Medalla AC Benson de la Real Sociedad de la Literatura, el Padma Bhushan y el Padma Vibhushan, los premios civiles segundo y tercero más altos de la India. También fue elegido para el Rajya Sabha, la cámara alta del parlamento de la India.